# Blackstar (album)
Blackstar (stilizirano ★) dvadeset peti je i posljednji studijski album engleskog glazbenika Davida Bowieja. Diskografske kuće ISO, RCA, Columbia i Sony objavile su ga diljem svijeta 8. siječnja 2016. godine, na isti dan kad je Bowie slavio svoj 69. rođendan. Velik dio uratka bio je snimljen u tajnosti u studijima The Magic Shop i Human Worldwide Studios u New York Cityju te su u snimanju sudjelovali i Bowiejev dugogodišnji koproducent Tony Visconti i grupa lokalnih džez glazbenika.
Dva dana nakon njegove objave Bowie je umro od raka jetre; bolest nije bila otkrivena javnosti sve do tada. Koproducent Visconti opisao je album kao Bowiejev labuđi pjev i "oproštajni dar" obožavateljima prije smrti. Nakon objave uradak je dobio pohvale kritičara i bio je komercijalno uspješan: u vrijeme Bowiejeve smrti našao se na prvom mjestu ljestvica u brojnim državama te je postao jedini Bowiejev album koji se popeo na prvo mjesto ljestvice Billboard 200 u SAD-u. Tri je tjedna ostao na prvom mjestu britanske ljestvice albuma. Postao je peti najprodavaniji album te godine diljem svijeta, a dva je tjedna bio i najprodavaniji. Do 31. siječnja 2016. bio je prodan u više od 969.000 primjeraka. Do travnja 2017. bio je prodan u više od 1,900.000 primjeraka te je u SAD-u i Ujedinjenom Kraljevstvu poimence postigao zlatnu i platinastu nakladu.
Na 59. dodjeli nagrada Grammy osvojio je nagradu za najbolji album alternativne glazbe, album s najboljom tonskom obradom te za najbolji omot i knjižicu albuma, dok je istoimeni singl osvojio Grammy za najbolju rock izvedbu i najbolju rock pjesmu. Također je osvojio nagradu za britanski album godine na dodjeli nagrada Brit 2017. godine, dok ga je Metacritic nazvao kritički najprihvaćenijim albumom godine.

## Pozadina i snimanje
Bowie je snimio Blackstar dok je imao rak jetre; njegova bolest nije bila otkrivena javnosti sve do njegove smrti, dva dana nakon objave albuma. Poput prethodnog albuma The Next Day snimanje se odvijalo u tajnosti u studijima The Magic Shop i Human Worldwide Studios u New York Cityju. Bowie je počeo skladati novi materijal i snimati demouratke za pjesme koje će se pojaviti na Blackstaru odmah nakon završetka snimanja The Next Daya. Kao prateći sastav tijekom snimanja unajmio je lokalnu njujoršku džez grupu koju je predvodio Donny McCaslin.
Dvije skladbe koje se pojavljuju na Blackstaru, "Sue (Or in a Season of Crime)" i "'Tis a Pity She Was a Whore", bile su već objavljene ranije, ali su ponovno bile snimljene za taj album. Na potonjoj pjesmi nove je saksofonske dionice odsvirao McCaslin (tako zamijenivši dijelove koje je Bowie svirao na izvornoj inačici). K tome, naziv te pjesme preuzet je iz naslova drame Šteta što je kurva, koju je napisao John Ford, engleski dramatičar iz 17. stoljeća. McCaslin i ostatak džez grupe snimili su svoje dionice u studiju u otprilike mjesec dana, od siječnja do ožujka 2015. godine, te navodno nisu bili svjesni Bowiejevog slabijeg zdravlja – prema McCaslinu sastav je s Bowiejem svaki dan radio "uglavnom od 11 do 4", dok je basist Tim Lefebvre komentirao da "im se nikad nije činilo da je bolestan". Pjesma "Lazarus" pojavila se u Bowiejevom istoimenom mjuziklu.

## Skladbe i utjecaji
Prema riječima producenta Tonyja Viscontija Bowie i on namjerno su pokušali "izbjeći rock'n’roll" dok su radili na albumu; umjesto toga tijekom snimanja slušali su album To Pimp a Butterfly repera Kendricka Lamara i naveli ga kao utjecaj. Elektronički duo Boards of Canada i eksperimentalni hip hop trio Death Grips također su bili navedeni kao utjecaj. Glazba na Blackstaru spaja art rock, džez i eksperimentalni rock, ali i elemente industrial rocka, folk-popa i hip hopa. Saksofon je prvo glazbalo koje je Bowie naučio svirati i bio je strastveni slušatelj džeza u svojoj mladosti. U naslovnoj se skladbi pojavljuju elementi nu jazza, ritam u stilu drum and bassa, dio instrumentala nadahnut acid houseom, solistička dionica na saksofonu i sporija blues dionica. Andy Greene iz Rolling Stonea izjavio je da je novu snimku skladbe "'Tis a Pity She Was a Whore" "pokreću hip hop ritam i saksofon koji svira slobodno." "Dollar Days", šesta skladba na uratku, nastala je bez prethodnog dema. McCaslin je kasnije izjavio da je Bowie jednog dana "samo uzeo gitaru u ruke ... imao je jednu malu ideju i svi smo ju naučili svirati ondje u studiju." Na "I Can't Give Everything Away", posljednjoj pjesmi, Bowie na usnoj harmonici svira solističku dionicu sličnu onoj na instrumentalnoj skladbi "A New Career in a New Town" s njegovog albuma Low (iz 1977.).
Billboard i CNN napisali su da se Bowiejevi tekstovi odnose na njegovu nadolazeću smrt; CNN je istaknuo da album "otkriva čovjeka koji se naočigled hrva s vlastitom smrtnošću". "Lazarus", treća skladba na albumu, značajna je zbog stihova "Look up here, I'm in heaven / I've got scars that can't be seen" ("Pogledaj gore, u raju sam / Moji se ožiljci ne mogu vidjeti"); taj se dio teksta pojavio u mnogim časopisima nakon Bowiejeve smrti 10. siječnja. "I Can't Give Everything Away" sadrži stihove "Seeing more and feeling less / Saying no but meaning yes / This is all I ever meant / That's the message that I sent" ("Vidim više i osjećam manje / Govorim ne, ali želim reći da / To je sve što sam ikad mislio / To je poruka koju sam poslao"), koji su natjerali Neila McCormicka iz The Daily Telegrapha da skladbu počne smatrati trenutkom u kojem "Bowie zvuči kao da se bori s vlastitom tajnovitošću." "Girl Loves Me", peta pjesma na uratku, značajna je po tome što se u njoj pojavljuje nadsat, umjetni jezik koji je osmislio Anthony Burgess za svoj roman Paklena naranča iz 1962. godine, u kojem se on često koristi. Također se pojavljuje polari, vrsta slenga kojim su se u Engleskoj uglavnom koristili homoseksualci sredinom 20. stoljeća.

## Omot albuma
Naslovnicu je dizajnirao Jonathan Barnbrook, koji je izradio naslovnice i za albume Heathen, Reality i The Next Day. Zaslugu za zvijezdu na naslovnici pripisuje se NASA-i u knjižici albuma. Pet dijelova zvijezde ispod glavne zvijezde stiliziranim slovima oblikuju riječ BOWIE. Naslovnica na gramofonskoj inačici crne je boje i sadrži izrez zvijezde te tako otkriva ploču. Kad se ploču izvadi i savinuti dio omota približi izvoru svjetla, crni papir iza izreza otkriva skrivenu sliku zvjezdanog neba. Obožavateljima je bilo potrebno više od četiri mjeseca da otkriju taj učinak. Dizajner je izjavio da u omotu gramofonske inačice ima još mnogo različitih iznenađenja. Glazbeni novinari komentirali su da "lezija u obliku crne zvijezde", koju se inače nalazi unutar prsiju, doktorima dokazuje određene vrste raka.

## Objava
Naslovna skladba bila je objavljena kao glavni singl 19. studenog 2015. godine i pojavila se kao uvodna glazbena tema za televizijsku seriju Posljednje pantere.
"Lazarus" je bio objavljen 17. prosinca 2015. u digitalnoj inačici i istog je dana bio premijerno reproduciran u emisiji Steve Lamacq Showu na radijskoj stanici BBC Radio 6 Music.
Album je bio objavljen 8. siječnja 2016., na isti dan kad je Bowie slavio svoj 69. rođendan.
Blackstar je u prvom tjednu nakon objave u Ujedinjenom Kraljevstvu bio prodan u 146.000 primjeraka (u tom su istom tjednu četiri ostala Bowiejeva albuma ušla u top 10, a drugih sedam u top 40; potonje je jednako Presleyjevu rekordu na ljestvicama), dok je u SAD-u bio prodan u više od 181.000. Samo nekoliko dana od objave albuma internetska je prodavaonica Amazon.com nakratko prodala sve primjerke inačica na CD-u i LP-u. U tjednu od 11. do 17. siječnja Blackstar je postao album koji se najviše preuzimao s iTunesa, i to u 25 država.
Bowie je u Ujedinjenom Kraljevstvu bio najprodavaniji glazbenik na ploči; njegovih je pet albuma ušlo u ljestvicu top 30 gramofonskih ploča, a Blackstar je postao gramofonski album godine. Bio je prodan u dvostruko više primjeraka od prošlogodišnjeg pobjednika, albuma 25 glazbenice Adele.
Godine 2018. Jon Culshaw glumio je Bowieja u BBC-jevoj radijskoj drami The Final Take: Bowie in the Studio, u kojoj Bowie radi na albumu i razmatra svoj život.

## Recenzije

### Profesionalne kritike
Blackstar je dobio pohvale glazbenih kritičara i obožavatelja. Na Metacriticu je na temelju 43 recenzije dobio prosječnu ocjenu 87/100, koja označava "međunarodno priznanje". Recenzent Rolling Stonea David Fricke Blackstar je nazvao "odskokom teksturalne ekscentričnosti i slikovitim eksplozivnim skladanjem". Andy Gill iz The Independenta prozvao ga je "najekstremnijim albumom cijele [Bowiejeve] karijere" i izjavio da je na "Blackstaru [Bowie] najdalje otišao od pop glazbe". Jon Pareles iz The New York Timesa opisao je uradak kao "istovremeno emotivan i tajanstven, strukturiran i spontan, ali iznad svega samovoljan - odbija ispuniti očekivanja radiostanica i obožavatelja". The Daily Telegraphov Neil McCormick komentirao je da je Blackstar "izvanredan" album koji "ističe da je Bowie, kao moderni Lazar pop glazbe, dobro i da se doista vratio iz mrtvih". U pozitivnoj recenziji za Exclaim! Michael Rancic napisao je da je Blackstar "zaključna izjava nekoga koga ne zanima življenje u prošlosti, već, prvi put nakon dugo vremena, nekoga tko čeka da ga svi sustignu".
U recenziji za časopis Q Tom Doyle napisao je da je "Blackstar jezgrovitija i puno zanimljivija izjava od The Next Dayja." NME-ov kritičar Sam Richards izjavio je da je Bowie održao svoj "izvanredan rekord mijenjanja samoga sebe" na "užurbanom, zbunjujućem i katkad prekrasnom albumu". Dodao je: "Jedna stvar u koju možemo biti sigurni kad je u pitanju ovaj neumoran, nemilosrdno zanimljiv album jest da je David Bowie alergičan na ideju zastarjelog rocka." Chris Gerard iz PopMattersa komentirao je da je album "jedinstven u svojem zvuku i atmosferi" te ga je opisao kao "psihodeličnu i veličanstvenu glazbu za um izrađenu od mjesečarenja i stvorenu za uklizivanje u život i izvan njega". Pitchforkova recenzija za Blackstar, koju je napisao Ryan Dombal, bila je objavljena na isti dan kad i album, dva dana prije Bowiejeve smrti, te je zaključila: "Ova mučna besmrtnost nije šala: Bowie će živjeti i dugo nakon svoje smrti. Međutim, zasad svoje ponovno buđenje iskorištava do krajnjih granica: nadograđuje mit dok još uvijek vlada njime." U recenziji za The A.V. Club, koji je odabrao Blackstar za najbolji album 2016. godine, Sean O'Neal opisao ga je kao "zvukovno pustolovan album koji dokazuje da je Bowie uvijek jedan korak naprijed—gdje će ostati zauvijek".
Album je bio i uvršten u knjigu 1001 album koji morate čuti prije nego što umrete.

### Priznanja
Album je bio nominiran za nagradu Top Rock Album na dodjeli Billboardovih glazbenih nagrada 2016. godine, no tu je nagradu na koncu dobio uradak Blurryface Twenty One Pilotsa. Koncem 2016. Blackstar pojavio se na popisima najboljih albuma godine u brojnih kritičara. Prema Metacriticu Blackstar je album koji se našao na najviše takvih lista 2016. godine. Na 59. dodjeli nagrada Grammy 2017. godine album je osvojio nagradu za najbolji album alternativne glazbe i za najbolji omot i knjižicu albuma.

### Komercijalni uspjeh
Prema Official Charts Companyju Blackstar je već bio na putu do prvog mjesta na ljestvici britanskih glazbenih albuma prije objave o Bowiejevoj smrti 10. siječnja 2016. godine. Debitirao je na prvom mjestu nakon što je bio prodan u 146.000 primjeraka te je tako postao Bowiejev deseti album koji je dosegao to mjesto. Na prvom je mjestu ostao tri tjedna, dok kasnije nije došao na drugo mjesto, a prvo je mjesto zauzela njegova kompilacija Best of Bowie (iz 2002. godine), koja je postala prvi album koji se našao na prvom mjestu u Ujedinjenom Kraljevstvu zbog mrežnog strujanja. Ondje je do siječnja 2018. godine bio prodan u 446.000 primjeraka.
U SAD-u je debitirao na prvom mjestu sa 181.000 prodanih primjeraka. Bio je to prvi Bowiejev album koji se našao na prvom mjestu u SAD-u i označio je njegov najveći broj prodanih primjeraka po tjednu. Te je godine postao četrnaesti najprodavaniji album u SAD-u jer je bio prodan u 448.000 primjeraka.
Uradak se našao na prvom mjestu u 24 države, na drugom mjestu pojavio se u Grčkoj, Meksiku, Južnoj Koreji i Tajvanu, četvrom mjestu u Mađarskoj i petom mjestu u Japanu.

## Popis pjesama
Tekstovi i glazba: David Bowie, osim pjesme "Sue (Or in a Season of Crime)", koju je napisao s Marijom Schneider, Paulom Batemanom i Bobom Bhamrom. 
| 1.    | »Blackstar«                     | 9:57 |
| 2.    | »'Tis a Pity She Was a Whore«   | 4:52 |
| 3.    | »Lazarus«                       | 6:22 |
| 4.    | »Sue (Or in a Season of Crime)« | 4:40 |
| 5.    | »Girl Loves Me«                 | 4:52 |
| 6.    | »Dollar Days«                   | 4:44 |
| 7.    | »I Can't Give Everything Away«  | 5:47 |
| 41:14 |                                 |      |

## Zasluge
| David Bowie - David Bowie – električna gitara (na pjesmi "Lazarus"), usna harmonika (na pjesmi "I Can't Give Everything Away"), gudački aranžman (na pjesmi "Blackstar"), vokali, akustična gitara, produkcija, miksanje Dodatni glazbenici - Donny McCaslin – saksofon, flauta, drveni puhački instrumenti - Jason Lindner – klavir, klavijature, Wurlitzerove orgulje - Tim Lefebvre – bas-gitara - Mark Guiliana – bubnjevi, udaraljke - Ben Monder – gitara - Tony Visconti – gudački instrumenti (na skladbi "Lazarus"), produkcija, miksanje, tonska obrada - James Murphy – udaraljke (na pjesmama 4 i 5) - Erin Tonkon – prateći vokali (na pjesmi "'Tis a Pity She Was a Whore"), dodatna inženjerica zvuka | Ostalo osoblje - Tom Elmhirst – miksanje - Joe LaPorta – mastering - Kevin Killen – tonska obrada - Kabir Hermon – pomoćni inženjer zvuka - Joe Visciano – pomoć pri miksanju - Barnbrook – dizajn - Jimmy King – fotografija - Johan Renck – fotografija (za pjesmu "Dollar Days") - NASA – slika zvijezde |

## Ljestvice
| Ljestvica (2016.)                        | Najviši plasman |
| ---------------------------------------- | --------------- |
| Australija (ARIA)                        | 1               |
| Austrija (Ö3 Austria)                    | 1               |
| Belgija (Ultratop, Flandrija)            | 1               |
| Belgija (Ultratop, Valonija)             | 1               |
| Češka (IFPI Czech Republic)              | 1               |
| Danska (Hitlisten)                       | 1               |
| Finska (Suomen virallinen lista)         | 1               |
| Francuska (SNEP)                         | 1               |
| Grčka (IFPI Greece)                      | 2               |
| Hrvatska (HDU)                           | 1               |
| Irska (IRMA)                             | 1               |
| Italija (FIMI)                           | 1               |
| Japan (Oricon)                           | 5               |
| Kanada (Billboard)                       | 1               |
| Mađarska (MAHASZ)                        | 4               |
| Meksiko (AMPROFON)                       | 2               |
| Nizozemska (MegaCharts)                  | 1               |
| Njemačka (Offizielle Top 100)            | 1               |
| Novi Zeland (RMNZ)                       | 1               |
| Norveška (VG-lista)                      | 1               |
| Poljska (ZPAV)                           | 1               |
| Portugal (AFP)                           | 1               |
| Rusija (2M)                              | 1               |
| Škotska (OCC)                            | 1               |
| Južna Koreja (Gaon)                      | 29              |
| Južna Koreja - međunarodni albumi (Gaon) | 2               |
| Španjolska (PROMUSICAE)                  | 1               |
| Švedska (Sverigetopplistan)              | 1               |
| Švicarska (Schweizer Hitparade)          | 1               |
| Tajvan (Five Music)                      | 2               |
| Ujedinjeno Kraljevstvo (OCC)             | 1               |
| SAD (Billboard 200)                      | 1               |
| Top alternativni albumi (Billboard)      | 1               |
| Top rock albumi (Billboard)              | 1               |
| Top tastemaker albumi (Billboard)        | 1               |